# Fields of Athenry
The Fields of Athenry (на английски: Полетата на Атенрай, фонетично произношение æθənˈraɪ) е ирландска песен, чиято история се развива в градчето Атенрай по времето на Ирландския картофен глад между 1846 и 1849 г.
Песента е написана през 1970-те години от ирландеца Пийт Сейнт Джон и е първоначално записана в изпълнение на певеца Пади Райли. Разказва за мъж, който за да не умре семейството му от глад краде зърно и впоследствие е осъден на депортация в Австралия. 
Песента е записвана и презаписвана в много версии и от редица изпълнители, сред които са групите „Дъблинърс“ и „Дропкик Мърфис“.

## Използване в спорта
Песента се свързва с редица ирландски и британски отбори по ръгби и футбол, чийто фенове я пеят по време на мач. Сред тях са ирландският национален отбор по футбол, ирландският национален отбор по ръгби, „Мънстер Ръгби“ (на английски: Munster Rugby), „Лондон Айриш“ (на английски: London Irish) и Селтик Глазгоу. Адаптация на песента се използва от феновете на английския футболен клуб „Ливърпул“ под името „Fields of Anfield Road“, в която името на градчето Атенрай а заменено с името на стадиона „Анфийлд“. 